# Vasikkasaari (ö i Finland, Norra Savolax, Nordöstra Savolax, lat 63,03, long 28,69)
Vasikkasaari är en ö i Finland. Den ligger i sjön Kärenjärvi och i kommunen Kaavi i den ekonomiska regionen  Nordöstra Savolax ekonomiska region  och landskapet Norra Savolax, i den centrala delen av landet, 400 km nordost om huvudstaden Helsingfors. Öns area är 1,4 hektar och dess största längd är 220 meter i sydöst-nordvästlig riktning.